# Bergslagsbanans stationshus i Göteborg

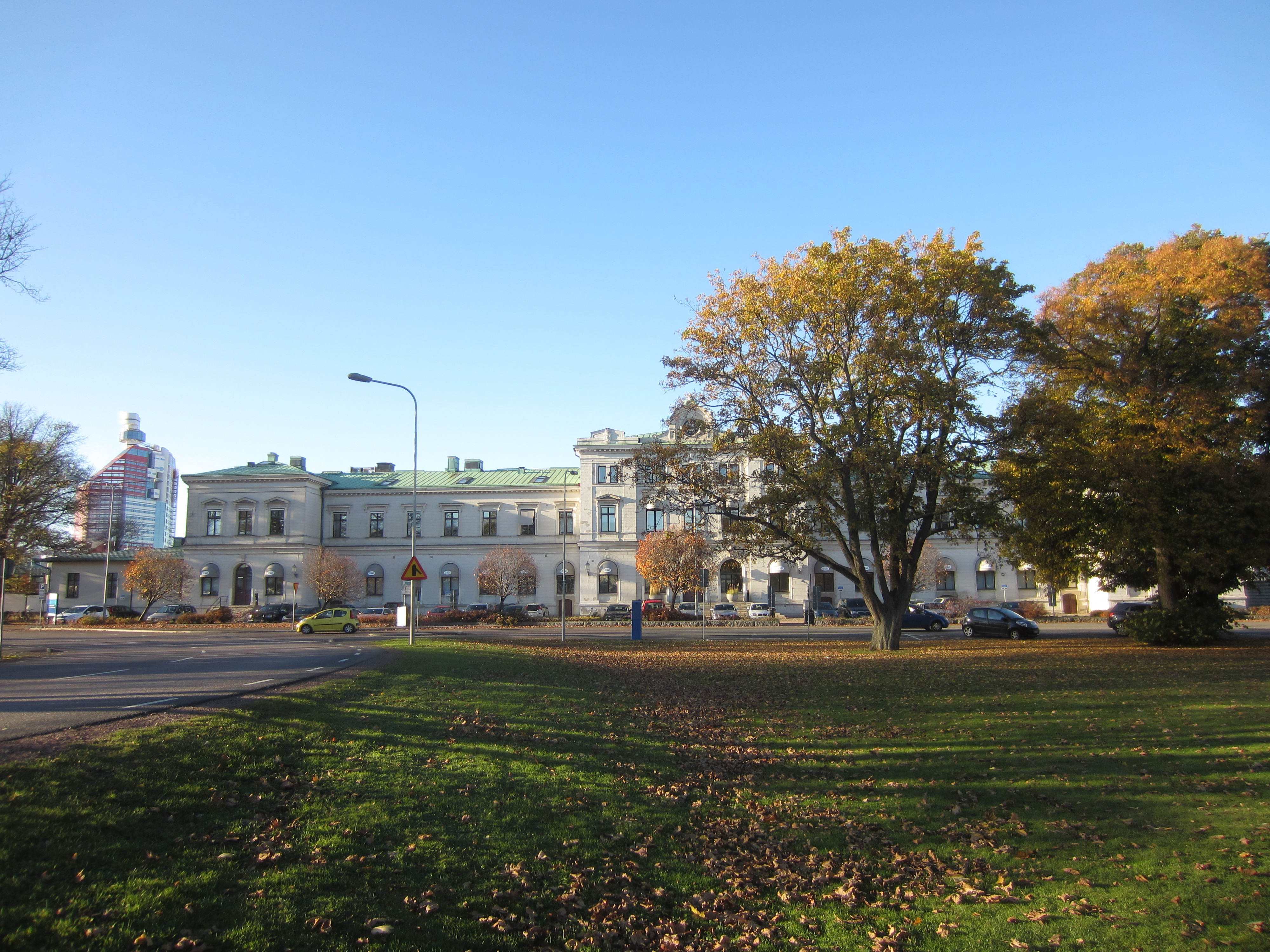
Bergslagsbanans stationshus i Göteborg, oktober 2013.

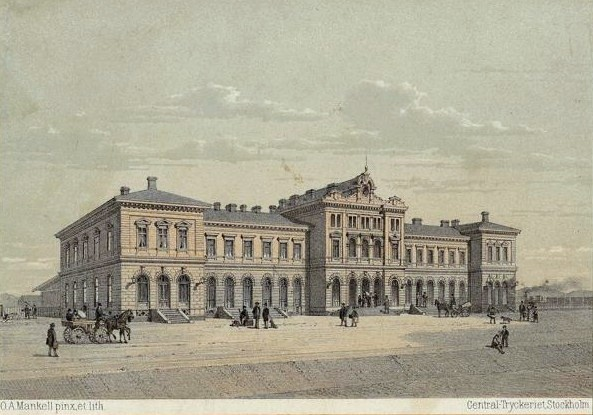
Bergslagsbanans stationshus. Litografi av Otto August Mankell från 1884.

Bergslagsbanans stationshus i Göteborg, sedan 1923 även Vita huset i folkmun, uppfördes 1879–1881 för Bergslagernas Järnvägar, efter ritningar av bröderna Axel och Hjalmar Kumlien, ett par av samtidens mest anlitade arkitekter. Stationsbyggnaden invigdes den 1 oktober 1881 och är byggnadsminne sedan 13 februari 2008. Huset hade då funnits på Riksantikvarieämbetets lista över föreslagna byggnadsminnen sen år 2000. Byggnaden är belägen vid Bergslagsgatan 2 i stadsdelen Gullbergsvass, vid uppförandet Sjuttonde Roten på Hultmans holme. Fastighetsbeteckningen är Gullbergsvass 703:61.
Det andra stationshuset på Hultmans holme Göteborg Västgöta låg vid Lilla Bommen, vilket var ändstation för den smalspåriga Västgötabanan.

## Historia
Bergslagsbanan gav Axel Kumlien i uppdrag att utföra ritningar till alla deras byggnader. Brodern Hjalmar Kumlien fungerade som medarbetare då han ritade stationshuset i Göteborg, vilket blev banans mest representativa och största byggnad. Kumliens utbildning och erfarenhet från Tyskland samt hans arbete på Statens Järnvägars arkitektkontor, återspeglas i arkitekturen. Kumliens stationshus kom att byggas konsekvent enligt hans enkla typhusritningar i fyra olika storlekar. Efter att den så kallade Gullbergsvassen hade torrlagts, blev byggnaden den första större som uppfördes i det utvunna området. Philip Jacob Rapp var byggmästare, och det symmetriskt gestaltade tvåvåningshuset fick en placering med sin långsida utefter spåren.
Själva stationshuset var organiserat på ett för tiden vanligt sätt, med resgodsinlämning, vestibul och en biljettexpedition i mitten. Själva mittpartiet skjuter även ut, och utgör en mittrisaliet. På respektive sida om mitten skjuter två lägre längor ut, den högra från mitten sett innehöll två väntsalar och den vänstra innehöll gods och personalutrymmen.
Bostadslägenheter för järnvägsanställda och administrativa lokaler, lokaliserades till andra våningen. 
Byggnadens bottenvåning är rusticerad och har rundbågiga fönster. Fönstren på de lägre huslängorna har på första våningen omfattningar i form av entablement.
Mittdelen på byggnaden sträcker sig i tre plan, och samtliga hörn markeras med hörnkedjor. Fönstren på första våningen har kraftigt utformade omfattningar med frontoner på sidorna, medan mittdelens fönster ytterligare markeras med rundbågiga fönster och omfattningar i form av entablement.
Mittdelen kröns av en rund segmentbåge som innehåller ett stationsur. Fasaderna avslutas på samtliga delar med en gesims i form  tandsnitt som markerar takfoten. Göteborgs stadsvapen och Dalarnas landskapsvapen, pryder entrépartiet. De ska knyta an till Bergslagsbanans båda slutstationer. Utefter hela byggnaden fanns ursprungligen ett stort skärmtak mot spåren.
Bergslagsbanans före detta stationshus, ursprungligen "Bergslagernas jernvägsstation, i Göteborg" var både ändstation och en symbol för Sveriges största privata järnvägssatsning, Bergslagsbanan eller Bergslagernas Jernvägar (BJ) som tillkom 1872–1879. Bergslagsbanan sträcker sig från Falun till Göteborg genom fem landskap, totalt 478 kilometer.
Förutom för Bergslagsbanan kom byggnaden även att användas som station för Västkustbanan och för linjen Göteborg-Borås. När persontrafiken flyttades över till Göteborgs Centralstation 1930, revs alla järnvägsspår och perronger utanför huset. Därefter blev stationshuset administrationsbyggnad åt SJ och Banverket, och efter SJ:s bolagisering år 2000 flyttade ägaren Jernhusen AB in i stationshuset innan man flyttade in i det nybyggda Centralhuset. Stationsbyggnaden är uppförd i en massiv konstruktion med bärande ytterväggar och inre hjärtväggar av tegel. Arkitekturen är utförd i den för sin tid rådande nyrenässansstilen. Exteriören är putsad med en ljus avfärgning, som smyckats med gjuten ornamentik.
Från början var stationshuset uppdelat med vänthallar för 1:a, 2:a och 3:e klass resenärer samt en restaurang. År 1906 ändrades huvudtrappans lopp upp till första vilplanet. Korridorsystemet, som ursprungligen låg direkt innanför huvudfasaden och som band ihop vestibulen med tredje klassens vänthall, fick 1913 en pendang på motstående sida. Vid detta tillfälle flyttades även biljettkontoret ytterligare bakåt in i lokalen. På en ritning från 1931 framgår, att man gör ytterligare en förändring i bottenvåningen då korridoren flyttas in till byggnadens mitt.
Vid en totalrenoveringen av byggnaden 2001, som kostade cirka 30 miljoner kronor, togs snickerier, gjutjärnspelare, stuckaturer, spegeldörrar och andra originaldetaljer fram. Entréhallen, huvudtrapphuset och några övriga mindre byggnadsdelar rekonstruerades till ett äldre eller ursprungligt utförande. Gamla väggmålningar och fasader återställdes till sitt ursprungsskick och byggnaden anpassades för nya hyresgäster.
Järnvägsparken vid entrén till den gamla stationsbyggnaden iordningställdes 1935 - den enda gröna fläcken i området - och kallades i folkmun för "BJ-parken".

## Nutid och planer
Hyresgäst är Västra Götalandsregionen som har kontor i huset. Under 2017 och framåt kommer stora förändringar ske i närheten. Fler kontorsbyggnader byggs, och en underjordisk järnvägsstation för Västlänken ska också byggas i närheten i riktning Nordstan.

## Karta
- Bergslagsbanans stationshus, karta från Lantmäteriet.